# USNS Earl Warren (T-AO-207)
USNS Earl Warren (T-AO-207) será el tercer buque de aprovisionamiento de la clase John Lewis de la Armada de los Estados Unidos.

## Nombre
Lleva el nombre de Earl Warren, 14.º presidente de la Corte Suprema.

## Construcción
La quilla del buque fue colocada en el National Steel and Shipbuilding Co. (San Diego, California), el 30 de abril de 2022. Fue botado el 21 de enero de 2023.